# 复兴镇 (冕宁县)
复兴镇，是中华人民共和国四川省凉山彝族自治州冕宁县下辖的一个乡镇级行政单位。2019年12月，撤销林里乡，所属行政区域划归复兴镇管辖。

## 行政区划
复兴镇下辖以下地区：
建设村、红星村、明春村、水城村、响石村、花果村、果园村、中心村和白土村。